# Giovanni Poli
(G.Poli)
Giovanni Poli (Crosara di Marostica, 2 luglio 1917 – Venezia, 18 febbraio 1979) è stato un regista teatrale italiano.

## Biografia
In particolare Giovanni Poli è ricordato come una delle figure più importanti per la rinascita e la riscoperta della commedia dell'arte, con altri importanti personaggi del teatro italiano come Giorgio Strehler e Dario Fo.
Tra i fondatori del teatro universitario Ca' Foscari nel 1949, si trasferisce in seguito a Milano dove svolge la sua attività teatrale fino al ritorno definitivo a Venezia con la creazione del Teatro a l'Avogaria nel sestiere di Dorsoduro e della scuola di recitazione che tuttora porta il suo nome e che ha portato al professionismo decine di attori del teatro e del cinema italiano.
Il nome di Poli è indissolubilmente legato alla sua opera più celebre, la commedia degli Zanni, frutto delle sue ricerche su testi del Cinquecento e rappresentata dalla compagnia de l'Avogaria in tutti i continenti, grazie al linguaggio universale di questo tipo di rappresentazione.
Oltre alla scuola di recitazione (dal 2009 diretta dal figlio Stefano), è stato intitolato a Giovanni Poli un teatro veneziano nella zona di Santa Marta.

## Regie teatrali
- Arlecchino servitore di due padroni, di Carlo Goldoni, con Lino Savorani, Margherita Guzzinati, Omero Antonutti, Marisa Fabbri, 1960.
- La dodicesima notte, di William Shakespeare, con Luciano Alberici, Marisa Fabbri, Anna Miserocchi. (1961)
- La vedova scaltra, di Carlo Goldoni, con Anna Miserocchi, Margherita Guzzinati, Giorgio Lanetto, Carlo Bagno, Omero Antonutti, 1961.
- L'ausellin belverde, di Carlo Gozzi, con Renzo Montagnani, Marisa Fabbri, Omero Antonutti, Lino Savorani, 1962.
- Canto e controcanto, di Furio Bordon, con Mariangela Melato, Oreste Rizzini, Werner Di Donato, Edda Valente, 1966.
- Il Saltuzza, di Andrea Calmo, con Gino Cavaliere, Gina Sammarco, Marisa Fabbri, Gianni Musy, Carlo Bagno, 1961.
- La storia di Bertoldo, di Fulvio Tomizza, con Franco Mezzera, Lino Savorani, Marina Bonfigli, Giusy Carrara Tieghi, Franco Jesurum, Mimmo Lo Vecchio, Giorgio Valletta, Gianfranco Saletta, Rosetta Salata, Orazio Bobbio, Alvise Battain, Edmondo Tieghi, Ariella Reggio, Lidia Braico, Paola Kramar, Flora Palazzini, 1969.
- Le massere, di Carlo Goldoni, con Gyusi Carrara, Lidia Braico, Donatella Ceccarello, Anna Maestri, Lino Savorani, Ariella Reggio, 1970.